# シラオス
シラオス（フランス語: Cilaos）はフランスの海外県であるレユニオンにある町（コミューン）。レユニオン島の中央部に位置し、標高1,214 mのカルデラ内にある。
1952年3月15日から3月16日にかけて24時間に1,870mmの降水量を観測し、長らく24時間降水量の世界記録とされてきたが、フランス気象局レユニオン支部にデータを確認した研究により記載ミスであったことが確認された。その結果、24時間降水量の世界記録は、同じレユニオン島南東部にあるFoc-Focと呼ばれる高地で1966年1月7日から1月8日に観測された1,825mmが正しい。

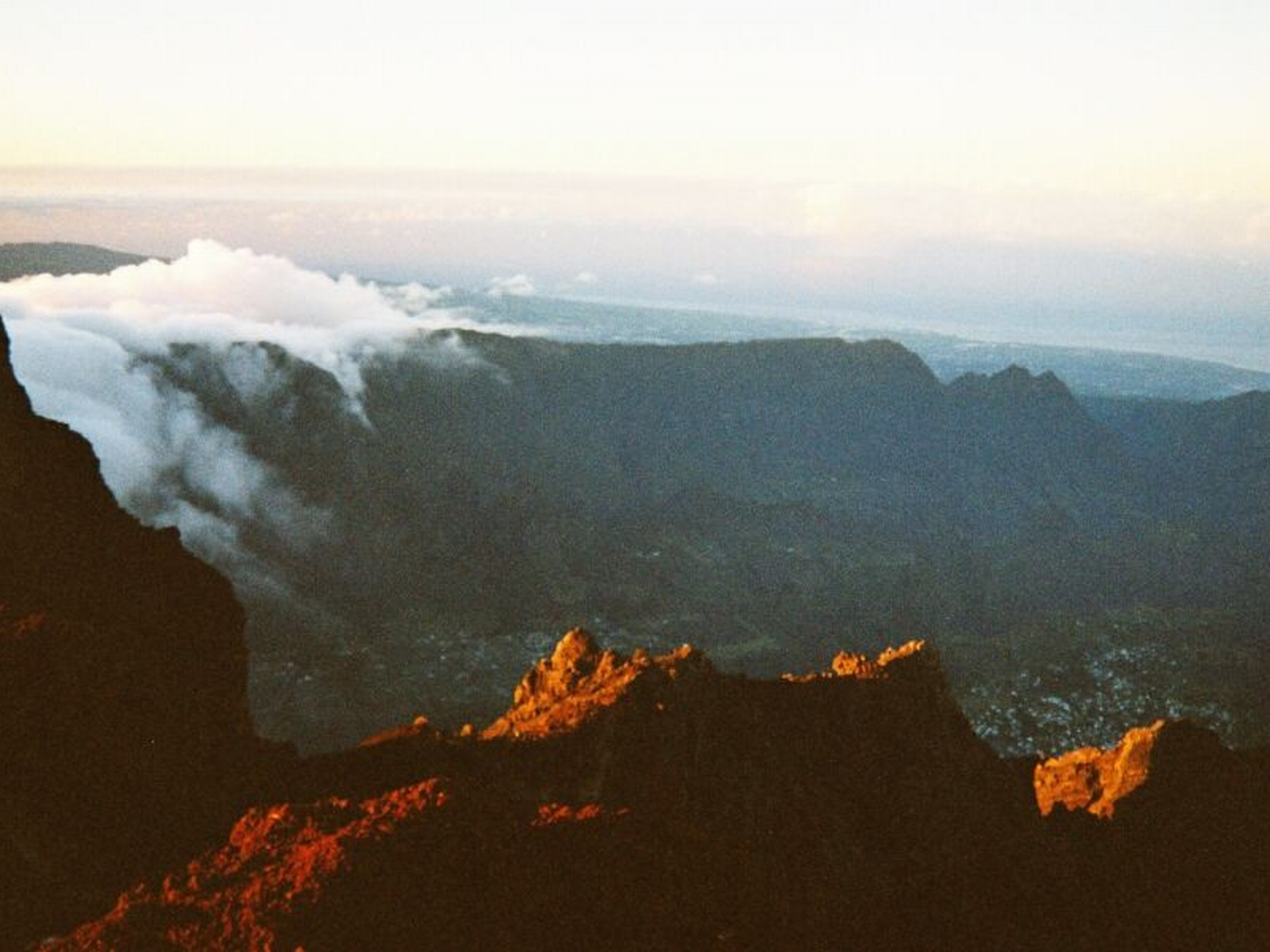
ピトン・デ・ネージュから見下ろしたシラオスの街並み

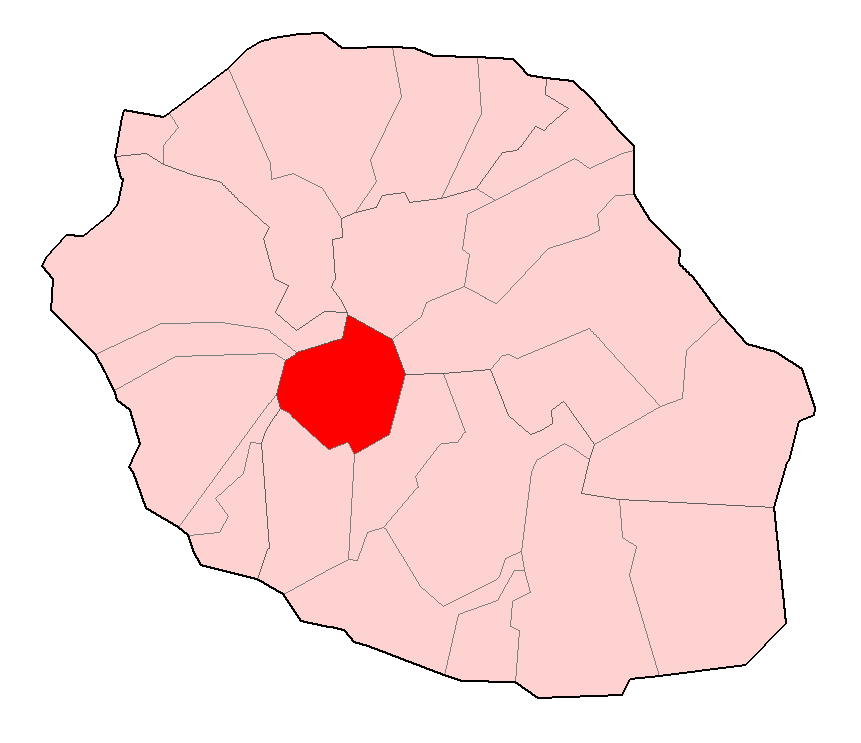
シラオスの位置